# Muquém de São Francisco
Muquém de São Francisco là một đô thị thuộc bang Bahia, Brasil. Đô thị này có diện tích 3833,915 km², dân số năm 2007 là 9632 người, mật độ 2,5 người/km².